# Тятя
Тя́тя (айнское Чача-Нупури, буквально — «отец-гора» яп. 爺爺岳 тятя дакэ) — действующий вулкан на острове Кунашир Большой Курильской гряды, на территории Курильского заповедника.

## Описание
Стратовулкан типа сомма-везувий («вулкан в вулкане»). Высота 1819 м (высшая точка Кунашира; в 1977 и последующие годы произошло обрушение юго-восточной части кромки вершинного кратера и большая часть материала обрушилась внутрь северо-восточного кратера. В результате этого общая высота вулкана уменьшилась на величину порядка 30-50 метров и составляет в настоящее время вероятно менее 1800 метров над уровнем моря). Расположен на северо-востоке острова. Сложен базальтовыми и андезитовыми лавами.
Сомма высотой 1485 м имеет правильный усечённый конус диаметром 15—18 км у основания и до 2,5 км у кольцевого гребня. Над дном привершинной кальдеры на 337 м возвышается центральный конус.
У подножий и на склонах — хвойно-широколиственные леса с бамбучником, выше — заросли каменной берёзы и кедрового стланика.
В лесах у подножия часто можно встретить медведя. Путь к вулкану сложен, однако большинство туристов добираются до вулкана из Южно-Курильска.

## Активность
Возраст вулканической постройки не определён. Тятя — один из наиболее активных вулканов Курильских островов, таких как: Вулкан Менделеева, Вулкан Сарычева и Эбеко. На склонах расположено несколько эксплозивных кратеров. Один из них Отважный.
Исторические извержения 1812 г, 1973 гг. В настоящее время фиксируется слабая фумарольная активность в центральном кратере.
Большое извержение вулкана Тятя произошло в 1973 году, стекающие потоки лавы вызвали пожар на территории, которая сейчас относится к Курильскому заповеднику. Это извержение можно соотнести с извержениями Толбачика (1975), Авачи (1991) и Пика Сарычева (1944).

## Ороним
На старых картах обозначался как пик Антония, названный так в честь губернатора голландской Ост-Индии (ныне Индонезия), организовавшего экспедицию Де Фриза к берегам Курильских островов.
На языке айнов, коренных жителей острова, вулкан назывался Чача-Напури — «отец-гора»; японцы назвали его Тятя-Дакэ, что привело к русскому названию Тятя — «отец», и это удачно совпало со смыслом первоначального айнского названия.